# Shadow DN7
O  DN7  é o modelo da Shadow da temporada de 1975 da F1. Foi guiado por Jean-Pierre Jarier.